# Bernard Rollin
Bernard Elliot Rollin (Brooklyn (New York), 18 februari 1943 - Fort Collins (Colorado), 19 november 2021) was een Amerikaans filosoof. Hij hield zich voornamelijk bezig met toegepaste filosofie, dierenrechten en politiek. Rollin gaf in 1978, als eerste ooit, onderwijs in medische ethiek met betrekking tot dieren.

## Werk
Rollin was hoogleraar filosofie aan de Colorado State University in Fort Collins, waar hij na zijn emeritaat de eretitel University Distinguished Professor kreeg. Hij gaf, behalve in filosofie, tevens les in dierwetenschappen, biomedische wetenschappen en bio-ethiek. Hij heeft gediend als adviseur voor de regeringen van onder meer de Verenigde Staten, Canada, Australië, Nederland, Nieuw-Zeeland en Zuid-Afrika met betrekking tot wetenschappelijk onderzoek waarbij dieren betrokken zijn. Rollin werkte ook mee aan het zoeken naar alternatieven voor castratie en brandmerken van dieren.
In 1993 behoorde Rollin, met onder anderen Jane Goodall en Richard Dawkins, tot de wetenschappers die een essay bijdroegen aan het boek The Great Ape Project, dat gold als aftrap van het gelijknamige project.
In 2012 kwam Rollin prominent in beeld in de film The Superior Human? over speciësisme, waarin hij de opvattingen van René Descartes analyseerde om te laten zien dat dieren kunnen denken en voelen.